# جاي كارني
جاي كارني (بالإنجليزية: Jay Carney) (و. 1965 – م) هو سياسي، وصحفي، وموظف مدني من الولايات المتحدة الأمريكية ولد في واشنطن العاصمة.
تولى منصب السكرتير الصحفي للبيت الأبيض .وهو عضو في الحزب الديمقراطي الأمريكي .

## التعليم
تعلم في جامعة ييل.